# 艾玛·黄
艾玛Y.黄（英语：Emma Hwang，1970年7月21日—）是怀尔实验室的一名科学家。2003年6月，她在NASA极端环境任务行动5机组人员中担任海底观察员。

## 早年生活
艾玛·黄在1970年7月出生于台湾。在她2岁时随家人移居美国。

## 教育
艾玛·黄主要在得克萨斯州接受早期教育。她在波士顿大学获得了生物医学工程学士学位。在移居到密歇根州安娜堡后，她就读于密歇根大学的研究生院，并获得了生物医学工程和电气工程的硕士学位。

## 职业生涯
艾玛·黄于2001年9月加入了怀尔实验室。起初，她在传感器小组工作，这项工作包括在航天飞机或空间站上监测细胞培养物的健康状况。在2002年，她加入神经科学小组，该小组研究太空飞行对宇航员的影响，重点是帮助他们适应太空环境并安全返回地球。在2011年，她加入了综合科学与工程（Integrated Science & Engineering，ISE）小组。

## NEEMO 5
在2003年6月，艾玛·黄成为了NASA和NOAA的海底观察员，并加入NEEMO 5（NASA Extreme Environment Mission Operations，NASA极端环境任务操作）项目。这项项目在水瓶座实验室进行，后者是世界上唯一一个海底研究实验室。NEEMO 5是迄今为止时间最长的NEEMO任务，在此次任务中，船员们在水下生活了14天。